# Franciszek Łyszczarz
Franciszek Łyszczarz (ur. 1 maja 1868 w Godowej, zm. 12 kwietnia 1927 w Strzyżowie) – rolnik, działacz ludowy, publicysta, poseł do austriackiej Rady Państwa.

## Życiorys
Pochodził z rodziny chłopskiej, syn Jana i Katarzyny z Gwiżdżów. Ukończył szkołę ludową i niższe gimnazjum w Krośnie. Utrzymywał się z małego gospodarstwa rolnego w Przedmieściu Strzyżowskim którego był właścicielem. P. Na przełomie XIX i XX wieku związał się za sprawą Jana Stapińskiego z ruchem ludowym. Od 1903 należał do Polskiego Stronnictwa Ludowego w którym był członkiem Rady Naczelnej (1908-1913). Po rozłamie opowiedział się PSL – Lewicą, w latach 1914–1918 był członkiem Wydziału Rady Naczelnej tej partii. W 1912 publikował korespondencje w „Przyjacielu Ludu”
W latach 1911–1914 był członkiem Rady Powiatowej w Strzyżowie z grupy gmin wiejskich. Był także posłem do austriackiej Rady Państwa XII kadencji (17 lipca 1911 – 28 października 1918), z okręgu wyborczego nr 50 (Krosno, Strzyżów, Frysztak, Żmigród). W parlamencie należał od 1911 do Koła Polskiego w Wiedniu, najpierw jako członek grupy posłów PSL, od 1913 PSL-Lewicy.